# Vila Bela da Santíssima Trindade
Vila Bela da Santíssima Trindade är en kommun i Brasilien.   Den ligger i delstaten Mato Grosso, i den centrala delen av landet, 1 300 km väster om huvudstaden Brasília. Antalet invånare är 14 491.
Omgivningarna runt Vila Bela da Santíssima Trindade är huvudsakligen savann. Trakten runt Vila Bela da Santíssima Trindade är nära nog obefolkad, med mindre än två invånare per kvadratkilometer.